# Megafon

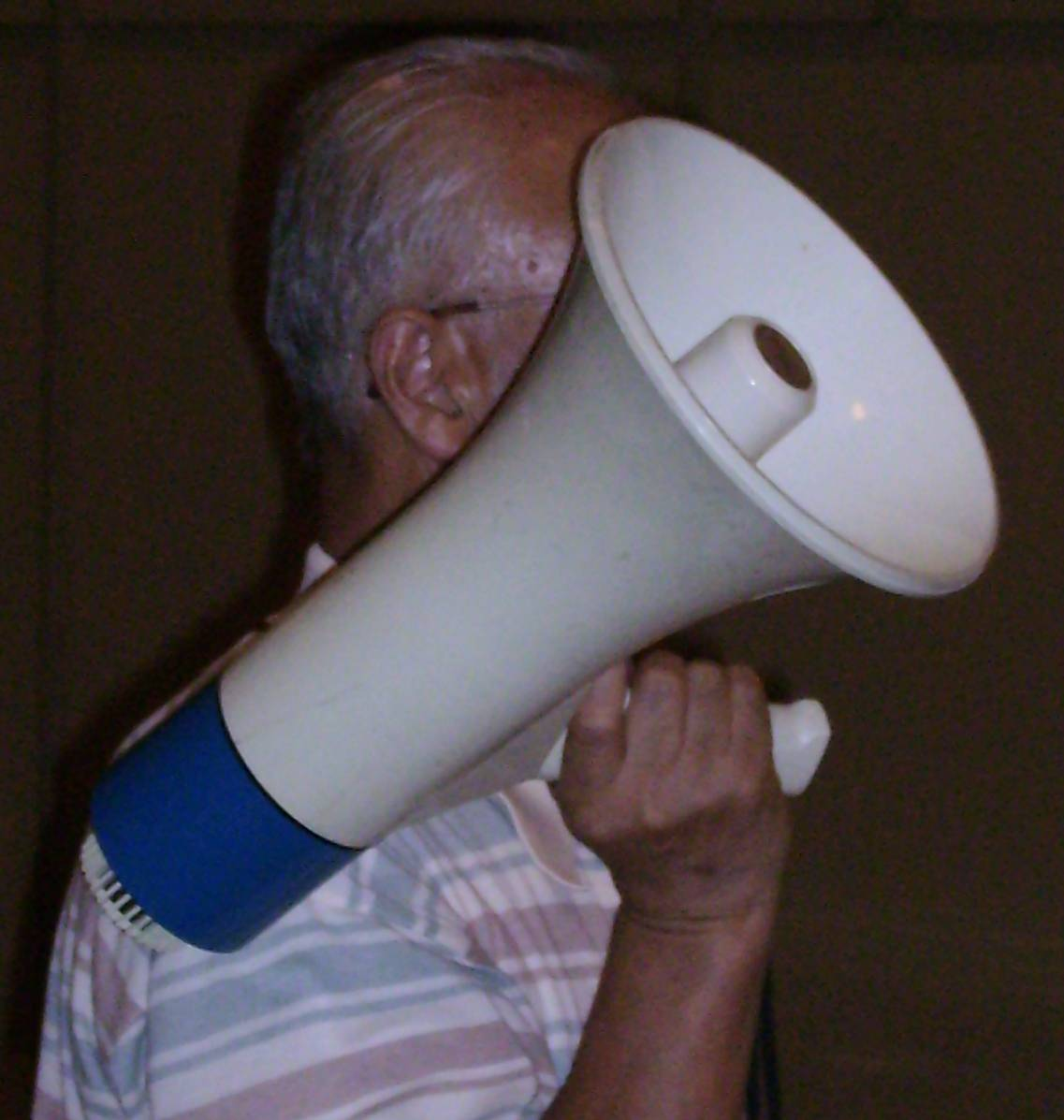
Ruční megafon

Megafon neboli hlásná trouba je ruční trychtýřovité zařízení, sloužící k zesílení lidského hlasu a směrování ho do určité oblasti. Megafon (stále ještě neelektrifikovaný, čistě akustický) jako vynález uvedl Thomas Alva Edison roku 1878, původně zamýšlen pro použití v opačném směru (pro zesílení zvuků) pod původním názvem telefonoskop.
Lidský hlas má tendenci šířit se stejnoměrně do všech stran, zatímco když je odesílán skrz megafon, je jeho zvuk koncentrován do dané oblasti. Pokud člověk stojí mimo oblast, do které je zvuk megafonem vysílán, je obtížnější ho slyšet. Existují i elektronické megafony, které zvuk zesilují ještě mnohem silněji. Ty se skládají z mikrofonu, zesilovače a reproduktoru.
Megafonů je užíváno hlavně při sportovních událostech, politických nebo propagačních činnostech.